# Kilts
Kilts az Amerikai Egyesült Államok északnyugati részén, Oregon állam Jefferson megyéjében elhelyezkedő kísértetváros.
Nevét Jesse Kiltsről kapta; a postát felesége, Ruth vezette.